# Курылыс (Атырауская область)
Курылы́с (каз. Құрылыс) — село в Индерском районе Атырауской области Казахстана. Входит в состав Жарсуатского аульного округа. Находится на расстоянии примерно 47 км к юго-юго-западу (SSW) от посёлка Индерборский, административного центра района. Код КАТО — 234037600.

## Население
В 1999 году население села составляло 614 человек (327 мужчин и 287 женщин). По данным переписи 2009 года, в селе проживало 650 человек (327 мужчин и 323 женщины).